# Next Generation ATP Finals 2022

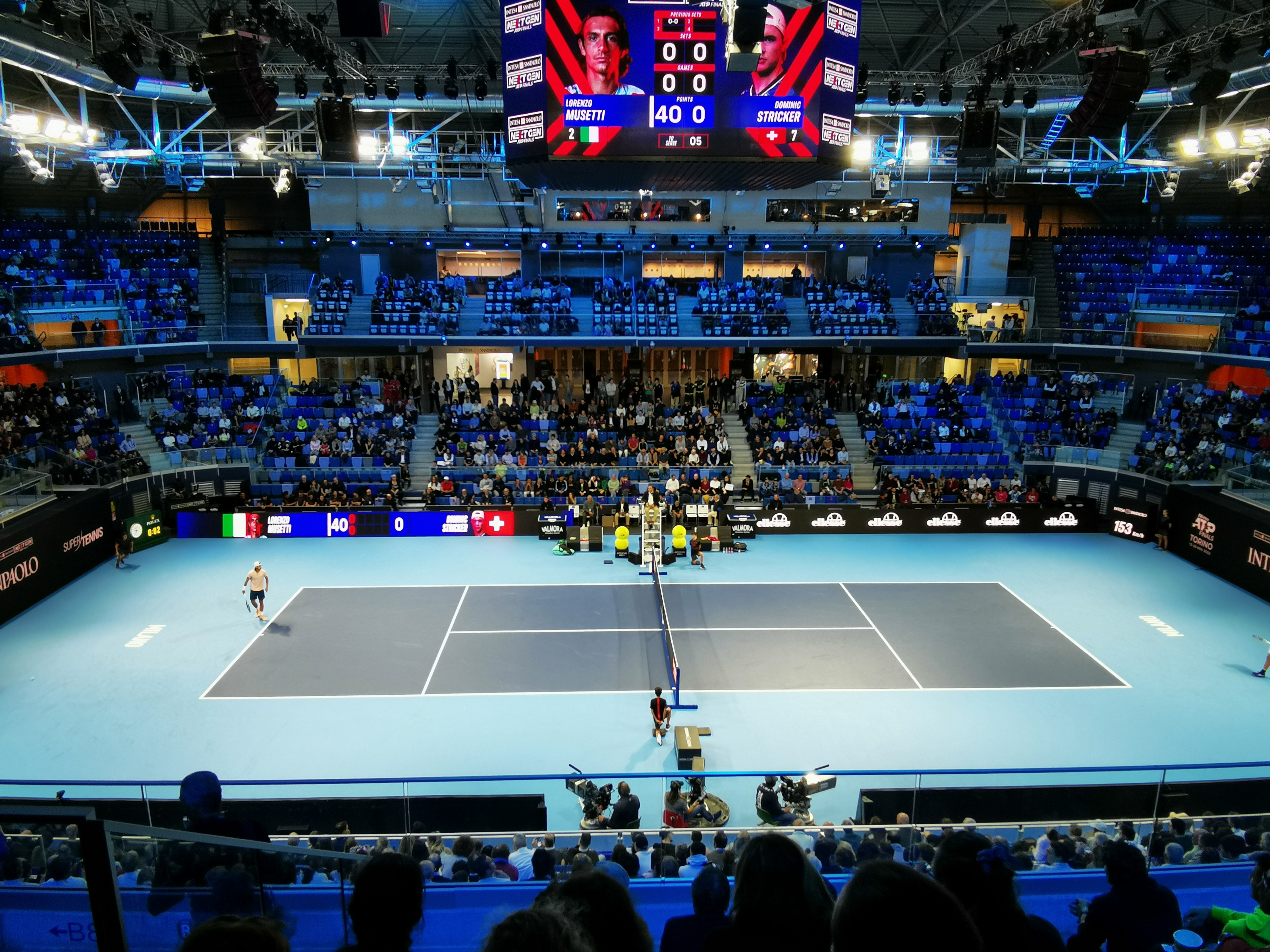
Allianz Cloud Arena

Next Generation ATP Finals 2022 (còn được biết đến với Intesa Sanpaolo Next Gen ATP Finals vì lý do tài trợ) là một giải giao hữu quần vợt nam cho 8 vận động viên quần vợt nam hàng đầu trong ATP Tour 2022 dưới 21 tuổi. Giải đấu diễn ra từ ngày 8 đến ngày 12 tháng 11 năm 2022 tại Allianz Cloud Arena ở Milan, Ý.
Brandon Nakashima là nhà vô địch, đánh bại Jiří Lehečka trong trận chung kết, 4–3(7–5), 4–3(8–6), 4–2. Nakashima trở thành tay vợt đầu tiên vô địch giải đấu trong lần thứ hai tham dự.
Carlos Alcaraz là đương kim vô địch, nhưng rút lui trước khi giải đấu bắt đầu.

## Vòng loại
8 tay vợt hàng đầu trong ATP Race to Milan 2022 sẽ vượt qua vòng loại. Tay vợt đủ điều kiện phải từ 21 tuổi trở xuống (sinh năm 2001 trở lên đối với năm 2022).
| Bảng xếp hạng Cuộc đua ATP đến Milan (tính đến ngày 7 tháng 11 năm 2022) | Bảng xếp hạng Cuộc đua ATP đến Milan (tính đến ngày 7 tháng 11 năm 2022) | Bảng xếp hạng Cuộc đua ATP đến Milan (tính đến ngày 7 tháng 11 năm 2022) | Bảng xếp hạng Cuộc đua ATP đến Milan (tính đến ngày 7 tháng 11 năm 2022) | Bảng xếp hạng Cuộc đua ATP đến Milan (tính đến ngày 7 tháng 11 năm 2022) | Bảng xếp hạng Cuộc đua ATP đến Milan (tính đến ngày 7 tháng 11 năm 2022) | Bảng xếp hạng Cuộc đua ATP đến Milan (tính đến ngày 7 tháng 11 năm 2022) |
| #                                                                        | Xếp hạng ATP                                                             | Tay vợt                                                                  | Điểm                                                                     | Năm sinh                                                                 | Ngày vượt qua vòng loại                                                  |                                                                          |
| ------------------------------------------------------------------------ | ------------------------------------------------------------------------ | ------------------------------------------------------------------------ | ------------------------------------------------------------------------ | ------------------------------------------------------------------------ | ------------------------------------------------------------------------ | ------------------------------------------------------------------------ |
| –                                                                        | 1                                                                        | Carlos Alcaraz (ESP)                                                     | 6,820                                                                    | 2003                                                                     | 30 tháng 9                                                               |                                                                          |
| –                                                                        | 10                                                                       | Holger Rune (DEN)                                                        | 2,911                                                                    | 2003                                                                     | 30 tháng 9                                                               |                                                                          |
| –                                                                        | 15                                                                       | Jannik Sinner (ITA)                                                      | 2,410                                                                    | 2001                                                                     | 30 tháng 9                                                               |                                                                          |
| 1                                                                        | 23                                                                       | Lorenzo Musetti (ITA)                                                    | 1,865                                                                    | 2002                                                                     | 30 tháng 9                                                               |                                                                          |
| 2                                                                        | 41                                                                       | Jack Draper (GBR)                                                        | 1,020                                                                    | 2001                                                                     | 19 tháng 10                                                              |                                                                          |
| 3                                                                        | 49                                                                       | Brandon Nakashima (USA)                                                  | 927                                                                      | 2001                                                                     | 23 tháng 10                                                              |                                                                          |
| 4                                                                        | 74                                                                       | Jiří Lehečka (CZE)                                                       | 715                                                                      | 2001                                                                     | 23 tháng 10                                                              |                                                                          |
| 5                                                                        | 90                                                                       | Chun-hsin Tseng (TPE)                                                    | 611                                                                      | 2001                                                                     | 25 tháng 10                                                              |                                                                          |
| 6                                                                        | 111                                                                      | Dominic Stricker (SUI)                                                   | 497                                                                      | 2002                                                                     | 27 tháng 10                                                              |                                                                          |
| 7                                                                        | 119                                                                      | Francesco Passaro (ITA)                                                  | 473                                                                      | 2001                                                                     | 27 tháng 10                                                              |                                                                          |
| 8                                                                        | 134                                                                      | Matteo Arnaldi (ITA)                                                     | 419                                                                      | 2001                                                                     | 6 tháng 11                                                               |                                                                          |
| Thay thế                                                                 |                                                                          |                                                                          |                                                                          |                                                                          |                                                                          |                                                                          |
| 9                                                                        | 126                                                                      | Luca Nardi (ITA)                                                         | 452                                                                      | 2003                                                                     |                                                                          |                                                                          |
| 10                                                                       | 141                                                                      | Timofey Skatov (KAZ)                                                     | 402                                                                      | 2001                                                                     |                                                                          |                                                                          |

## Kết quả

### Trận chung kết
- Brandon Nakashima đánh bại  Jiří Lehečka, 4–3(7–5), 4–3(8–6), 4–2

## Hạt giống
1. Holger Rune (Rút lui)
2. Lorenzo Musetti (Vòng bảng)
3. Jack Draper (Bán kết)
4. Brandon Nakashima (Vô địch)
5. Jiří Lehečka (Chung kết)
6. Tseng Chun-hsin (Vòng bảng)
7. Dominic Stricker (Bán kết)
8. Francesco Passaro (Vòng bảng)
9. Matteo Arnaldi (Vòng bảng)

## Thay thế
1. Luca Nardi (Không thi đấu)
2. Timofey Skatov (Không thi đấu)

## Kết quả

### Từ viết tắt
| - Q = Vòng loại - WC = Đặc cách - LL = Thua cuộc may mắn - Alt = Thay thế - SE = Miễn đặc biệt | - PR = Bảo toàn thứ hạng - w/o = Thắng nhờ đối thủ rút lui trước trận đấu - r = Bỏ cuộc giữa trận đấu - d = Bị xử thua - SR = Xếp hạng đặc biệt |

### Chung kết
|  | Bán kết | Bán kết           | Bán kết | Bán kết      | Bán kết | Bán kết | Bán kết |   |                   | Chung kết | Chung kết | Chung kết | Chung kết | Chung kết | Chung kết | Chung kết |  |
|  |         |                   |         |              |         |         |         |   |                   |           |           |           |           |           |           |           |  |
|  | 4       | Brandon Nakashima | 48      | 1            | 4       | 47      |         |   |                   |           |           |           |           |           |           |           |  |
|  | 4       | Brandon Nakashima | 48      | 1            | 4       | 47      |         |   |                   |           |           |           |           |           |           |           |  |
|  | 3       | Jack Draper       | 36      | 4            | 2       | 35      |         |   |                   |           |           |           |           |           |           |           |  |
|  | 3       | Jack Draper       | 36      | 4            | 2       | 35      |         | 4 | Brandon Nakashima | 47        | 48        | 4         |           |           |           |           |  |
|  |         |                   |         |              |         |         |         | 4 | Brandon Nakashima | 47        | 48        | 4         |           |           |           |           |  |
|  |         |                   | 5       | Jiří Lehečka | 35      | 36      | 2       |   |                   |           |           |           |           |           |           |           |  |
|  | 7       | Dominic Stricker  | 5       | Jiří Lehečka | 35      | 36      | 2       | 1 | 34                | 4         | 1         |           |           |           |           |           |  |
|  | 7       | Dominic Stricker  |         |              |         |         |         |   |                   |           |           |           |           |           |           |           |  |
|  | 5       | Jiří Lehečka      | 4       | 47           | 2       | 4       |         |   |                   |           |           |           |           |           |           |           |  |

### Bảng Xanh
|   |                   | Nakashima                              | Lehečka                 | Passaro                                      | Arnaldi                                      | RR T–B | Set T–B   | Game T–B    | Xếp hạng |
| 4 | Brandon Nakashima |                                        | 4–1, 4–3(7–2), 4–2      | 4–3(7–4), 4–2, 4–1                           | 2–4, 4–3(9–7), 4–3(7–4), 3–4(4–7), 4–2       | 3–0    | 9–2 (82%) | 41–28 (59%) | 1        |
| 5 | Jiří Lehečka      | 1–4, 3–4(2–7), 2–4                     |                         | 4–1, 4–3(9–7), 4–1                           | 4–3(7–5), 4–1, 4–3(7–4)                      | 2–1    | 6–3 (67%) | 30–24 (56%) | 2        |
| 8 | Francesco Passaro | 3–4(4–7), 2–4, 1–4                     | 1–4, 3–4(7–9), 1–4      |                                              | 4–3(9–7), 2–4, 3–4(4–7), 4–3(7–4), 4–3(10–8) | 1–2    | 3–8 (27%) | 28–41 (41%) | 3        |
| 9 | Matteo Arnaldi    | 4–2, 3–4(7–9), 3–4(4–7), 4–3(7–4), 2–4 | 3–4(5–7), 1–4, 3–4(4–7) | 3–4(7–9), 4–2, 4–3(7–4), 3–4(4–7), 3–4(8–10) |                                              | 0–3    | 4–9 (31%) | 40–46 (47%) | 4        |

### Bảng Đỏ
|   |                  | Musetti                                          | Draper                       | Tseng                   | Stricker                                         | RR T–B | Set T–B   | Game T–B    | Xếp hạng |
| 2 | Lorenzo Musetti  |                                                  | 1–4, 0–4, 3–4(3–7)           | 4–2, 4–2, 4–2           | 3–4(5–7), 3–4(6–8), 4–3(9–7), 4–3(8–6), 3–4(3–7) | 1–2    | 5–6 (45%) | 33–36 (48%) | 3        |
| 3 | Jack Draper      | 4–1, 4–0, 4–3(7–3)                               |                              | 1–4, 4–2, 4–3(7–2), 4–2 | 3–4(5–7), 3–4(5–7), 3–4(5–7)                     | 2–1    | 6–4 (60%) | 34–27 (56%) | 2        |
| 6 | Tseng Chun-hsin  | 2–4, 2–4, 2–4                                    | 4–1, 2–4, 3–4(2–7), 2–4      |                         | 2–4, 1–4, 2–4                                    | 0–3    | 1–9 (10%) | 22–37 (37%) | 4        |
| 7 | Dominic Stricker | 4–3(7–5), 4–3(8–6), 3–4(7–9), 3–4(6–8), 4–3(7–3) | 4–3(7–5), 4–3(7–5), 4–3(7–5) | 4–2, 4–1, 4–2           |                                                  | 3–0    | 9–2 (82%) | 42–31 (58%) | 1        |

Tiêu chí xếp hạng: 1. Số trận thắng; 2. Số trận; 3. Trong 2 tay vợt đồng hạngs, kết quả đối đầu; 4. Trong 3 tay vợt đồng hạng, tỉ lệ % set thắng, sau đó tỉ lệ % game thắng, cuối cùng kết quả đối đầu; 5. Xếp hạng ATP.